# Colégio Mallet Soares
Mallet Soares é um tradicional colégio do Rio de Janeiro fundado em 1925.
Inicialmente localizou-se na rua Bolívar, onde morava a professora Estephanea Helmond, que transformou as pequenas turmas de alunos particulares que possuía em turmas de colégio.
Em 1938, aproximadamente, o colégio passou para a rua Xavier da Silveira e tornou-se referência do bairro de Copacabana até os dias de hoje.

## Alunos ilustres
Grandes nomes passaram por esse colégio, como Antonio Carlos Jobim , Arnaldo Lopes Süssekind , Benjamin Eurico Cruz , Carlos Lyra , Jô Soares e Roberto Menescal.